# Jakob Reinhard (Kanzler)

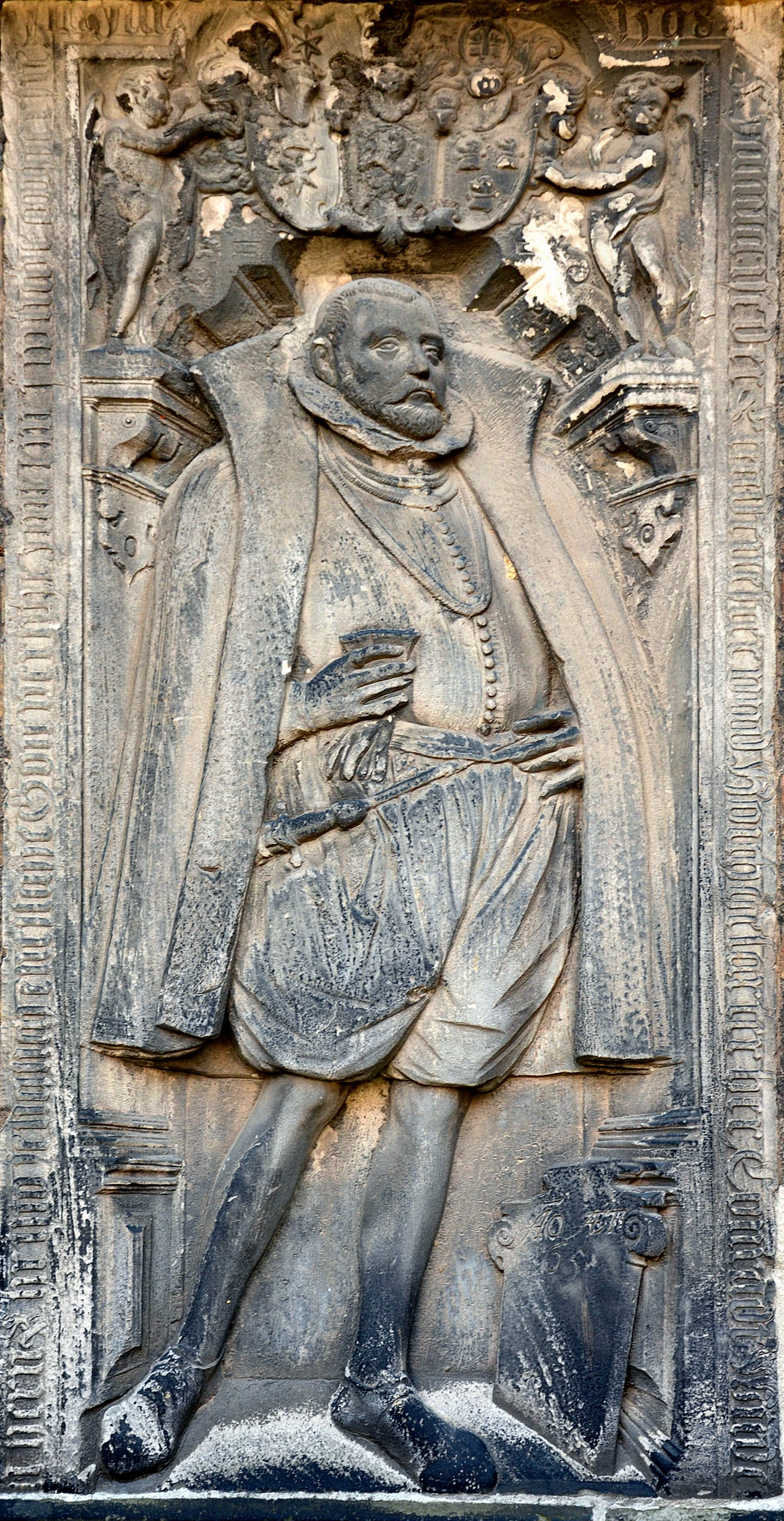
Das Epitaph des Conrad Wiedemeyer an der Nordwand der Marktkirche in Hannover, mit den Wappen unter anderem der Familie Reinhard, ein Stern mit Krone

Jakob Reinhard, auch Jacob Reinhard oder Reichart oder Reinharter (* um 1495 in Worms; † 5. Dezember 1569 in Linse), war Kanzler der Herzöge Erich I. und Erich II. von Braunschweig-Lüneburg, Fürsten zu Calenberg-Göttingen, sowie Mitglied der Vormundschaft über Letzteren seit 1540 bis zu dessen Volljährigkeit.

## Leben
Der Sohn des Wormser Ratsbürgers Matthias Reinhard immatrikulierte sich 1513 an der Universität Erfurt an der juristischen Fakultät, avancierte zum Magister, dann zum Advokaten. 1520 wurde er zum Sekretarius der Hofkanzlei des Herzogs Erich I. von Braunschweig-Lüneburg in Münden, 1529 zum herzoglichen Kanzler des Fürstentums Calenberg bestallt. 1532 sandte ihn Herzog Erich als dessen Gesandten zum Reichstag nach Regensburg, zusammen mit dem Erbmarschall Hermann von Oldershausen.
Herzog Erich I. zu Calenberg-Göttingen hatte 1540 seinen Kanzler mit dem ehemaligen Burgsitz der Grafen von Hallermund in Eldagsen beliehen. Der Kanzler war auch 1540 nach des Herzogs Tod gemäß Erichs Testaments zusammen mit dessen Witwe Elisabeth von Brandenburg und dem hessischen Landgrafen Philipp I. zum Vormund des damals noch minderjährigen Sohnes Erich II. (* 1528) geworden.
Herzog Erich II. bestätigte seinem ehemaligen Vormund das Lehen zu Eldagsen im Jahr 1555 und dehnte dieses – nachdem Jakob Reinhards einziger, gleichnamiger Sohn (* um 1543) ohne männliche Nachkommen gestorben war – 1564 auch auf Reinhards Tochter, die mit dem Großvogt Konrad Wedemeyer verheiratet war, sowie deren männliche Nachkommen aus.
Bis 1550 war der juristisch Promovierte als Kanzler im Amt, tat jedoch auch „nachher als Alt-Kanzler noch Dienste, zum Beispiel 1562 und 1566“. 1551 bis zum Tode 1569 erscheint er in Urkunden als „Geheimer Rat von Haus aus“ und Herr auf Linse, geadelt als Reinharter von Reinhardessen, nach dem erloschenen niedersächsischen ritterbürtigen Adelsgeschlecht von Reinhardessen.
Die Tochter erster Ehe mit Anna Mecke, die 1540 geborene Elisabeth Reinhart, heiratete den calenbergischen Großvogt Konrad Wedemeyer den Älteren.
Eine Tochter zweiter Ehe mit Felicitas Stege, Felicitas Reinharter, war mit dem Mündener Ratsherrn Cord Mecke verheiratet. Beider Sohn war Joachim Mecke, Bürgermeister von Münden, dessen wappengeschmückte Grabplatte sich ebendort in der evangelisch-lutherischen Kirche St. Blasius befindet.